# Masdevallia cylix
Masdevallia cylix är en orkidéart som beskrevs av Carlyle August Luer och Malo. Masdevallia cylix ingår i släktet Masdevallia och familjen orkidéer. Inga underarter finns listade i Catalogue of Life.